# بوبا بروكس
بوبا بروكس (بالإنجليزية: Bubba Brooks)‏ هو عازف جاز أمريكي، ولد في 29 مايو 1922 في فاييتفيل في الولايات المتحدة، وتوفي في 11 أبريل 2002 في نيويورك في الولايات المتحدة.

## وصلات خارجية
- بوبا بروكس على موقع ميوزك برينز (الإنجليزية)
- بوبا بروكس على موقع ميوزك برينز (الإنجليزية)
- بوبا بروكس على موقع أول ميوزيك (الإنجليزية)
- بوبا بروكس على موقع ديسكوغز (الإنجليزية)